# Streaplers
Streaplers är en svensk musikgrupp som bildades 1959 i Kungälv som popgrupp men som senare förändrades till dansband. Originalmedlemmar i Streaplers var Gert Lengstrand (sång), Mats Alfredsson, Göran Liljeblad, Håkan Liljeblad och Lasse Larsson. 
Som dansband har man haft stora framgångar på Svensktoppen med låtar som "Valentino" 1976, "Jag har en dröm" ("I Have a Dream") 1987 och "Till min kära" som 1995-1997 låg 73 veckor på listan, varav 22 på förstaplatsen.
Resterande medlemmar är Kenny Samuelsson, Anders Larsson (som tog över efter Lasse Larsson som avled 26 augusti 2004 (Anders Larsson är Lasse Larssons brorson),  Kjetil Granli, Per Lundin och Maxi Jäsklid.
Streaplers räknas som ett betydande dansband.  2011 visade SVT dokumentärfilmen "Streaplers och evigheten" (med undertitel "En film om musikalisk uthållighet"), av Michaela Brådhe Hennig & Rex Brådhe, om bandets mer än 50 år långa karriär.

## Historia
Streaplers debuterade 1959 på Lorensbergs Cirkus och fick en vecka senare en spelning på Rondo i Göteborg. 1961 spelade man in sin första grammofonskiva, på Europafilm i Stockholm och 1962 skrev man grammofonavtal med Skandinaviska Grammofon AB, nuvarande EMI. 1963 fick man för första gången in en låt på Svensktoppen, Happy Piano. I november 1963 fick bandet sitt stora genombrott då låten "Diggety Doggety" gick in som tvåa på Tio i topp.
År 1963 ersattes trummisen Pentti Niemi av Bjarne Lundqvist som lämnade Flamingokvintetten och började i Streaplers. Gruppen slog igenom med Säkkijärven polkka 1963. Hitlåtar som Diggety Doggety (som med över 50 000 sålda exemplar resulterade i silverskiva), Mule Skinner Blues (som sålde över 30 000 exemplar) och Rockin' Robin (alla dessa gick in på Tio i topp) följde. Sångaren Gert Lengstrand slutade 1966 och sedan dess har bandet förändrats till att spela dansbandsmusik. 1964 släpptes debutalbumet The Streaplers som sålde över 15 000 exemplar. 1964 var man förband till Beatles på Johanneshovs Isstadion.
Curt Borkman blev ny sångare 1966; han efterträddes av Robert Löfvendahl 1969. Bandet blev samma år etta på Svensktoppen med "Tusen öars land" ("Island in the Sun"). 

### 1970-talet
1970 började Ove Pilebo som sångare och Streaplers blev ett av Sveriges mest bokade dansband med 225 spelningar. 1971 sålde albumet "Det finns en sång" över 25 000 exemplar.
1973 sålde albumet "Alltid på väg" i 125 000 exemplar och sålde guld. 1974 spelades albumet "Lady Banana" in i Streaplers egen studio och såldes i 135 000 exemplar; bandet fick då en ny guldplatta. 1976 toppade "Vallentino" Svensktoppen och singeln sålde över 100 000 exemplar. Samma år invigdes Studio Bohus, en exklusiv grammofonstudio ägd av Streaplers och Gert Lengstrand.
1979 firade bandet 20-årsjubileum.

### 1980-talet
Åren kring 1980 präglades av den så kallade dansbandsdöden då discomusiken erhöll allt större popularitet, men Streaplers klarade sig genom detta. 1984 tog Towe Widerberg över som bandets sångare efter Ove Pilebo. 1986 fick bandet en hit på Svensktoppen med låten Älskar, älskar inte .
Streaplers inspelning av "Jag har en dröm" låg på Svensktoppen i 17 veckor under perioden 31 maj-6 december 1987, med en fjärdeplats som bästa placering.
1988 slutade Bjarne Lundqvist som trummis och ersattes av Kent Szwonder. 1989 firade bandet 30-årsjubileum och med på turnén fanns gamla sångare som Gert Lengstrand, Curt Borkman, Ove Pilebo och Robert Löfvendahl.

### 1990-talet
1990 lämnade Towe Widerberg och Kent Szwonder bandet och ny sångare blev Bosse Möllberg, medan Kjetil Granli blev ny trummis. 1991 tog "ATN-galorna", det vill säga "Alla tiders nonstop", form.
1996 spelade Streaplers en vecka i Karibien tillsammans med Flamingokvintetten och Arvingarna. 1997 spelade man återigen i Karibien. Samma år ersattes Bosse Möllberg av Kenny Samuelsson som bandets nye sångare.
Streaplers inspelning av låten "Till min kära" låg 1995-1997 sammanlagt 73 veckor på Svensktoppen, varav 22 på förstaplatsen.
1998 firade bandet 40 år och turnerade med flera av de gamla medlemmarna, och turnén avslutades med en stor fest på Stenungsbaden.

### 2000-talet
År 2000 inledde man det nya årtusendet med en fest i Kulturhuset i Stockholm. 
2001 släpptes livealbumet "Live 2001" och Kjetil Granli nominerades till "Årets trummis" vid Guldklaveutdelningen i Malung.
2002 tilldelades Göran Liljeblad Guldklaven i kategorin "Årets gitarrist". Samlingsalbumet "Guldkorn", med blandning av gamla och nya låtar, släpptes på Mariann Grammofon.
2003 vikarierade Jörgen Flach då Lasse Larsson var sjuk.
Anders Larsson arbetade 2004 med att färdigställa albumet "Gör det igen".
2005 tilldelades bandet "Guldklaven" i Malung för "Årets dansband". Man släppte också albumet "Vad som än händer", bandets andra på Scranta grammofon.
2006 släppte bandet släpper sitt 47:e album, "Bugga med Streaplers". Anders Larsson utsågs "Årets keyboardist" vid Guldklaveutdelningen i Malung. Bandet turnerade mycket.
2008 släpptes bandets 48:e album, samlingsalbumet "Streaplers bästa" på Warner Music, som även innehöll tre nya låtar.
2008 släppte bandet sitt 49:e album, "Rakt av", som spelats in i Rockstock studio. Albumet fick bra recensioner. Bandet medverkade även i TV-dokumentären "Dansen i Storsätern". Håkan Liljeblad fick detta år guldklaven "Årets basist"
Den 8 maj 2009 meddelade gitarristen Göran Liljeblad, som varit med sedan 1959, till programmet Får jag lov? i Sveriges Radio P4 att han lämnar bandet och gjorde sin sista spelning med bandet då 50-årsjubileet firades på Liseberg i Göteborg den 21 maj 2009. Han ersattes av Henrik Uhlin från Flamingokvintetten .
Den 17 maj 2009 var bröderna Liljeblad huvudgäster i TV-programmet Bingolotto. De trodde att de bara skulle förekomma i programmet som musiker och visste inte att de skulle vara huvudgäster. Lotta Engberg gjorde en "kidnappning" av dem i direktsändning, efter att de spelat en låt.
2010 utsågs Kjetil Granli till "Årets trumslagare" vid Guldklaveutdelningen i Malung och albumet "Live på Liseberg" släpps. 2019 blev bandets årets dansband i Guldklaven.
2020 deltog dansbandet i TV-programmet Dansa hemma, ett initiativ från SVT under coronapandemin.

## Medlemmar

### Sång
- 1959–1966 – Gert Lengstrand
- 1966-1967– Curt Borkman
- 1967-1968 – Benny Borg
- 1968-1970 – Robert Löfvendahl
- 1970–1984 – Ove Pilebo
- 1984–1990 – Towe Widerberg
- 1990–1997 – Bosse Möllberg
- 1997– Kenny Samuelsson

### Basgitarr
- 1959–2013 – Håkan Liljeblad
- 2013 – Per Lundin

### Gitarr
- 1959 – 2009 – Göran Liljeblad
- 2009 – 2014 – Henrik Uhlin
- 2014 – 2022 – Henrik Göransson
- 2022 – Maxi Jäsklid

### Trummor
- 1959–1963 – Mats Alfredsson
- 1963 -1963 - Pentti Niemi
- 1963–1988 – Bjarne Lundqvist
- 1988–1990 – Kent Szwonder
- 1990– Kjetil Granli

### Keyboard
- 1959–2004 – Lasse Larsson
- 2003–2003 – Jörgen Flach (vikarierade då Lasse Larsson var sjuk)
- 2004–2023 Anders Larsson
- 2023-2024 Stampe Karavas
- 2024 Stefan Kardebratt

## Diskografi

### Studioalbum
- 1964: The Streaplers (återutgiven 1967 på "His Masters Voice")
- 1965: Three Steps To Heaven
- 1969: Streaplers Om Igen
- 1970: Streaplers
- 1970: Här Är Streaplers
- 1971: Det Finns En Sång
- 1971: Streaplers
- 1973: Alltid på väg
- 1973: Streaplers
- 1974: Lady Banana
- 1975: Bugga
- 1976: Valentino
- 1977: Drivin
- 1978: Speed
- 1979: Om Jag Säger Att Jag Älskar..
- 1980: Från Kungälv Till San Francisco
- 1981: Evelina
- 1982: De' E' Bara Å Stå På
- 1983: Vår Gamle Vän
- 1984: Fredagkväll
- 1985: En sån natt
- 1986: Älskar, älskar inte
- 1987: Du Måste Skynda Dig
- 1988: Streaplers 88
- 1990: De É Vi
- 1995: Till min kära
- 1996: Allt Det Som Kärleken Är
- 1999: Var Slutar Vägarna
- 2004: Gör Det Igen
- 2005: Vad Som Än Händer
- 2006: Bugga Med Streaplers
- 2007: På Norsk
- 2008: Rakt Av
- 2009: Ett år i taget

- 2012: På Egna Vägar
- 2013: I alla väder
- 2014: Hela veckan lång
- 2015: Idag

### Livealbum
- 2001: Live 2001
- 2010: Jubileums Show: Live på Liseberg

### Samlingsalbum
- 1977: Streaplers 16 bästa
- 1979: Jubileumsalbum
- 1980: Streaplers Greatest Hits Vol. 1
- 1989: 30 År Med Streaplers
- 1990: Dansbandsdax 2
- 1991: Lite Nostalgi
- 1993: Tio i topp-åren
- 1997: Till Min Kjaere + 18 Bästa
- 1997: På begäran
- 1997: Tio i topp-åren
- 1997: På Begäran 2
- 2002: Streaplers Guldkorn
- 2007: Streaplers Bästa
- 2009: Upp Till Dans 10 (Utgiven med Expressen)
- 2012: Upp Till Dans 9 (Utgiven Med Expressen)

## Videografi

### Videoalbum
- 2010: Jubileumsshow: Live på Liseberg

## Melodier på Svensktoppen
- 1963: Happy Piano
- 1968: Livet är så härligt
- 1968: Långt långt bort
- 1969–1970: De tusen öars land
- 1970: Linda Mari
- 1972: Det finns en sång
- 1972: Tom Tom käre vän
- 1973: Nå'n däruppe måste gilla mig
- 1974: Du lever som du en gång har lärt
- 1974: Va' har du under blusen, Rut?
- 1974–1975: Bara 15 år
- 1976: Valentino
- 1977: Säg mig var du går
- 1978: Lördagskväll
- 1979: Jukeboxen
- 1986: Älskar, älskar inte
- 1987: Jag har en dröm (I Have a Dream)
- 1988: Hela, hela dig
- 1988: Hey-Hi Ho
- 1992: Säj okej Marie
- 1995: Lång väg till dej
- 1995:-1997 Till min kära
- 1997: Allt det som kärleken är
- 1997: En dag förbi
- 1998: Livet
- 1998: Manana
- 1999: Tusen skäl för att stanna
- 1999: Var slutar vägarna
- 2000: Var och en går hem till sig
- 2002: Änglasjäl

### Missade svensktoppslistan
- 2001 - Sommar över hela vårt land
- 2008 - Jag tror på kärleken
- 2017 - Utan ditt hjärtas slag
- 2018 - Underbar

### Fotnoter
1. ↑  Svensktoppen - 1987
2. ↑   Svensktoppen - 1995
3. ↑  Dansradion 26 augusti 2004 - Lasse Larsson i Streaplers död Arkiverad 26 april 2005 hämtat från the Wayback Machine.
4. ↑  ”Sveriges Radio P4 Väst”. 9 oktober 2009. http://sverigesradio.se/sida/artikel.aspx?programid=2944&artikel=3156261. Läst 25 april 2011.
5. ↑  Svensktoppen - 1963
6. ↑  Streaplers Arkiverad 6 april 2013 hämtat från the Wayback Machine.. Dansbandsradion. Läst 2012-09-20.
7. ↑  Svensktoppen - 1986
8. 1 2  ”Guldklaven; Vinnare genom tiderna”. Får jag lov. http://fjl.se/tidningen/guldklaven/. Läst 13 november 2018.
9. ↑  Dansbandsbloggen 8 maj 2009 - Göran Liljeblad lämnar Streaplers Arkiverad 13 augusti 2010 hämtat från the Wayback Machine.
10. ↑  ”Digital dansbandsvecka från Malung”. Får Jag Lov. https://fjl.se/nyheter/digital-dansbandsvecka-fran-malung/. Läst 17 november 2020.